# Legend of Success Joe
Legend of Success Joe (あしたのジョー伝説?, Ashita no Jō Densetsu) è un videogioco arcade di genere picchiaduro, pubblicato dalla SNK nel 1991 per la sua scheda Neo Geo. Si basa su Rocky Joe, un manga scritto e disegnato da Tetsuya Chiba ed Asao Takamori negli anni settanta, che era stato anche adattato in una serie anime.
Il titolo venne sviluppato dalla software house Wave Corporation, già realizzatrice di Success Joe del 1990 sempre tratto dalla omonima opera, pubblicato però dalla Taito.

## Modalità di gioco
Il giocatore controlla il protagonista Joe Yabuki, un aspirante boxer, nel suo percorso che lo porterà a diventare da ragazzino di strada a campione del mondo.
Legend of Success Joe, oltre ad avere la riconfermata fase picchiaduro ad incontri all'interno di un ring, ne introduce una nuova a scorrimento pre gara ambientata in zone esterne come strade o vicoli. Joe deve competere quindi contro vari pugili o alternativamente sbarazzarsi dei bulli che incrocia sul suo cammino.

## Accoglienza
Nonostante la popolarità del manga e dell'anime, il videogioco non fu accolto molto bene dalla critica e fu poco commercializzato al di fuori del Giappone. È infatti considerato uno dei peggiori videogiochi pubblicati per il Neo Geo, dotato di un pessimo gameplay e di grafica ed animazioni inadeguate.